# 砂之美術館
35°32′22.75″N 134°14′17.93″E / 35.5396528°N 134.2383139°E
砂之美術館是一間位於日本鳥取縣鳥取市以沙雕為主題的美術館。
美術館以年為單位，每年都以「砂的世界旅行」為基本主題，挑選世界上一個地區成為該次展出的主要主題。利用年初的時間進行沙雕的準備，從春天開始展示到隔年年初；展示結束後會休館以製作下年度的展示品。

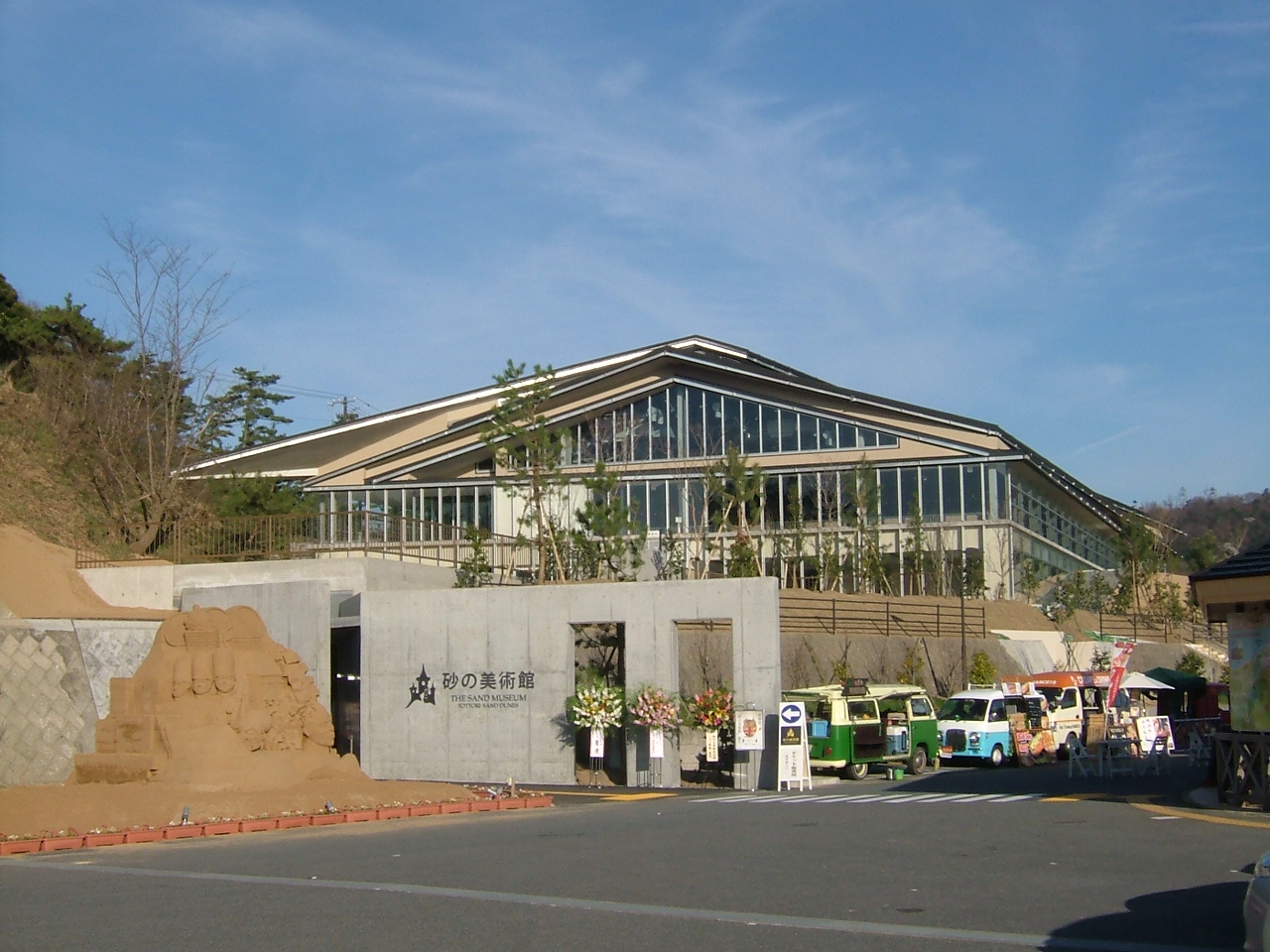
砂之美術館正面外觀
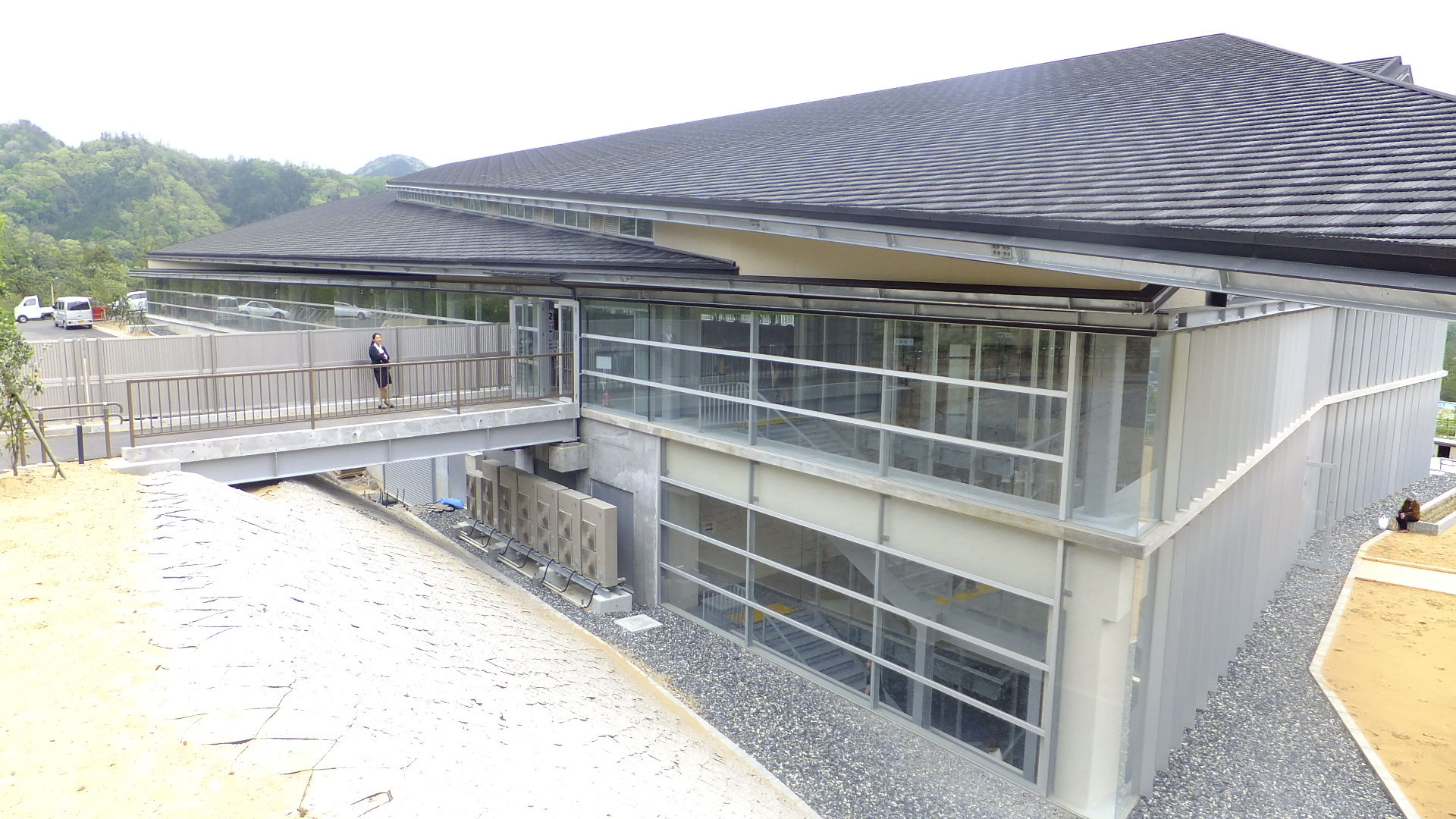
砂之美術館後方外觀
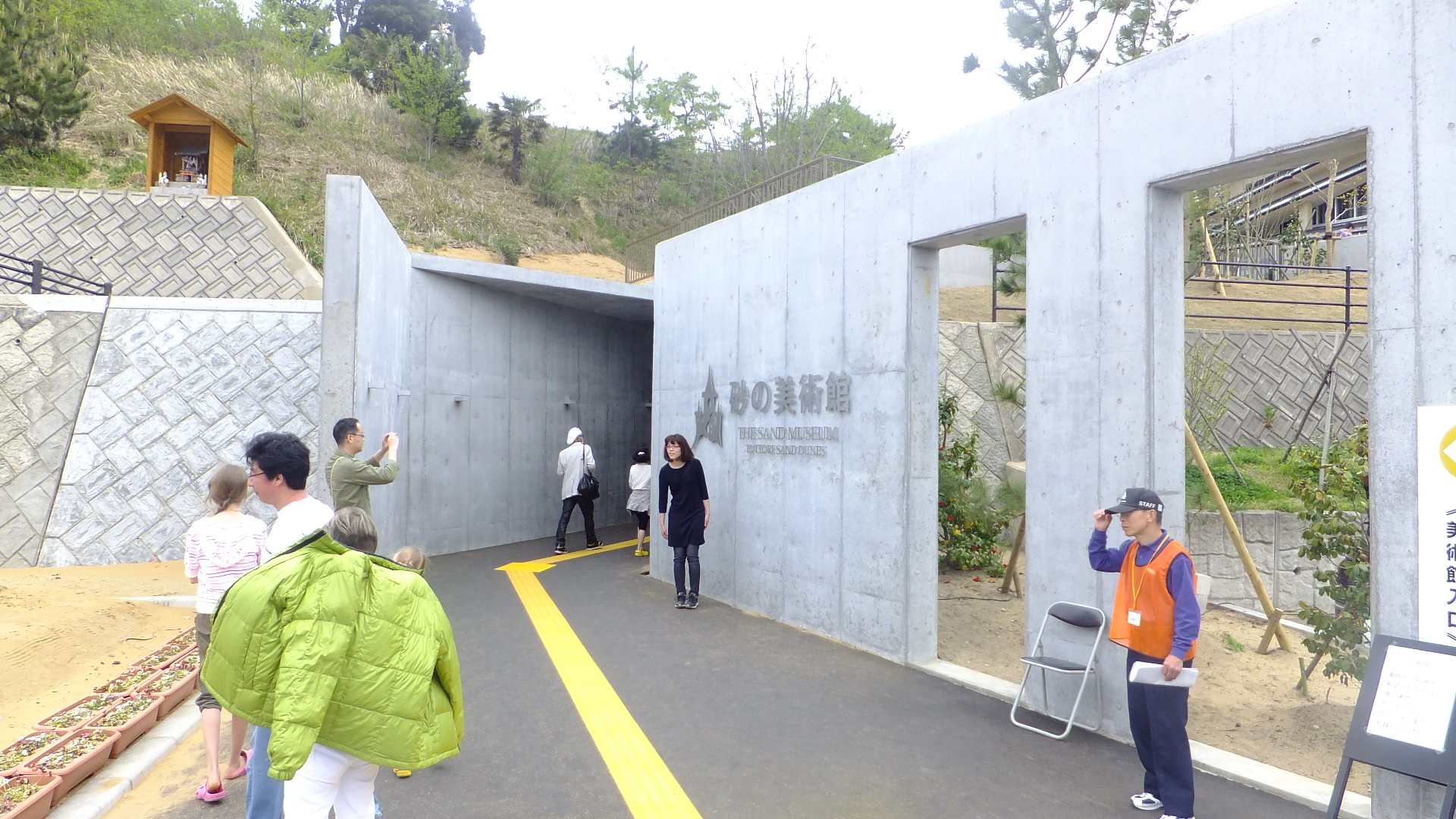
砂之美術館入口

## 歷史
從2006年開始，砂之美術館的展出皆由砂彫家茶圓勝彥擔任製作人負責展出內容，並從各國招募砂彫家共同完成每次的展出作品。
最初在2006年第一次展出沙雕作品時，是在室外露天的場地展出，2008年至2011年期間的三次展出則是在臨時搭設的帳篷內展出；現在的美術館建築則是在2012年完工，此後的展出才開始在室內進行。

### 歷年展出主題

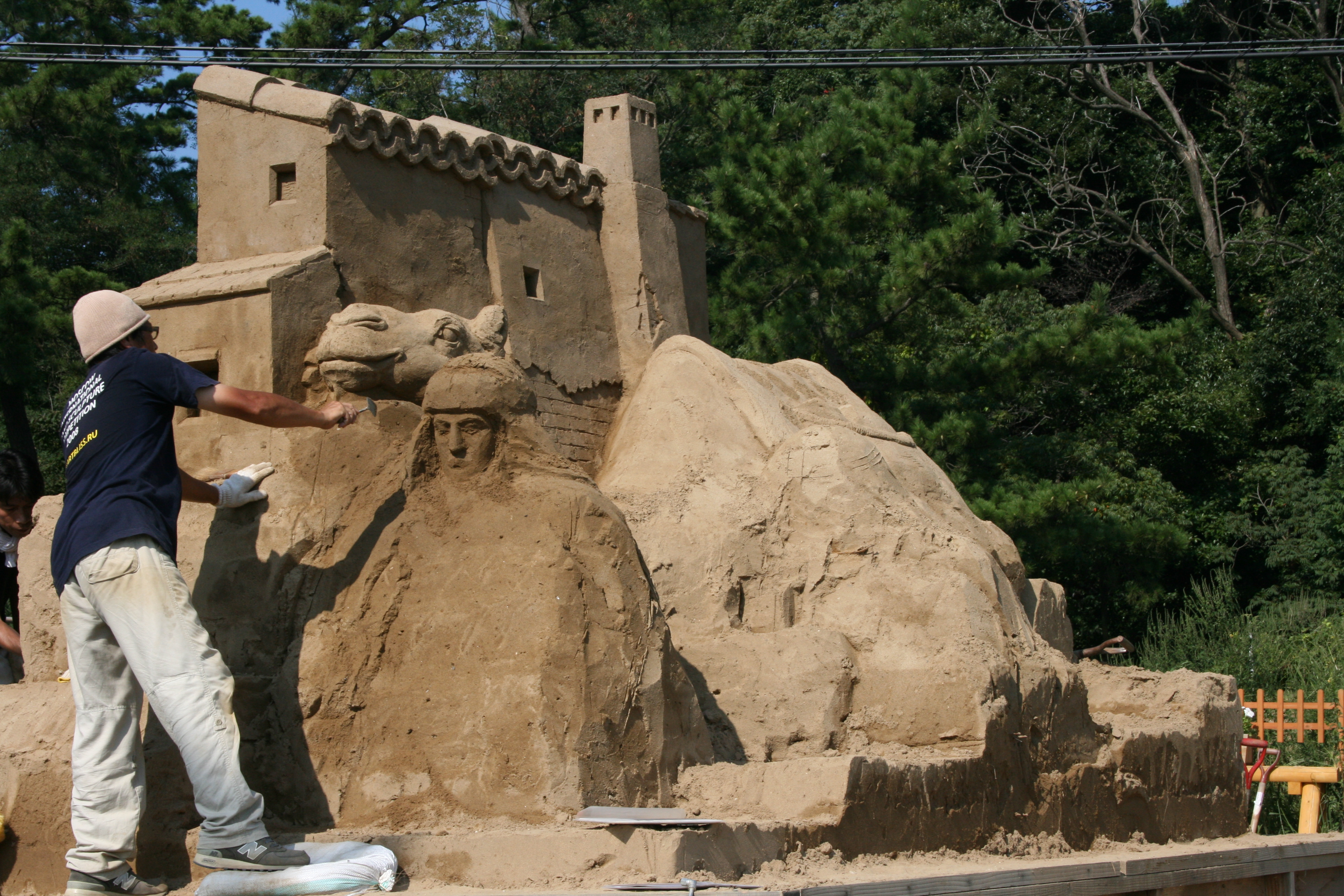
2008年製作人茶圓勝彥正在製作第二期展出用的沙雕作品

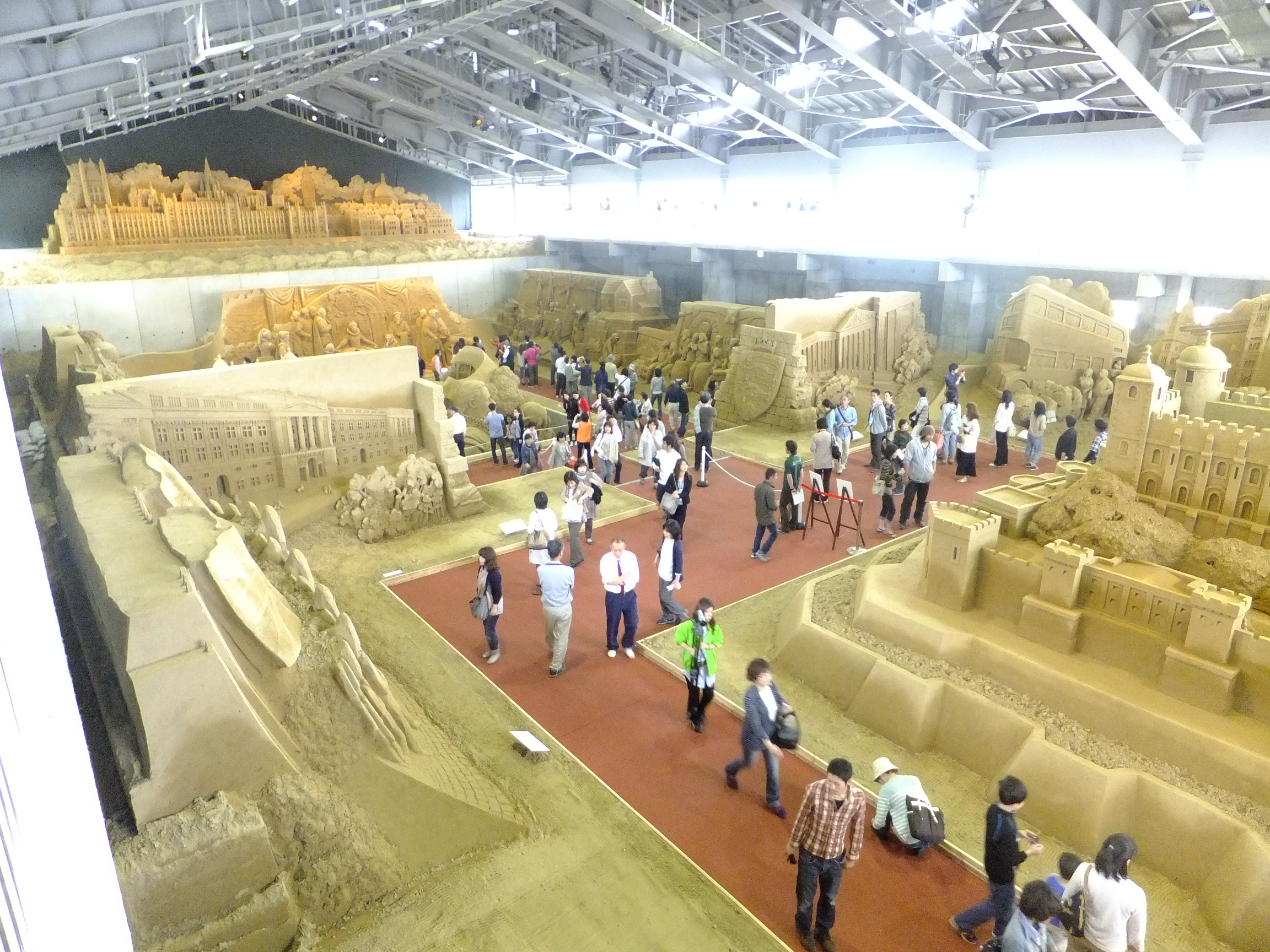
2012年第五期展出的作品

| 期     | 展出期間                      | 展出主題                                                      |
| ------ | ----------------------------- | ------------------------------------------------------------- |
| 第1期  | 2006年11月18日 ↓ 2007年1月3日 | 義大利文藝復興時期                                            |
| 第2期  | 2008年4月26日 ↓ 2009年1月3日  | 世界遺產・亞洲篇 ～乘著風的亞洲                               |
| 第3期  | 2009年9月18日 ↓ 2010年1月3日  | 砂的世界旅行・奧地利篇 〜拜訪貴族文化和音楽之都〜             |
| 第4期  | 2010年4月29日 ↓ 2011年1月10日 | 砂的世界旅行・非洲 〜訪問偉大大陸～                           |
| 第5期  | 2012年4月14日 ↓ 2013年1月6日  | 砂的世界旅行・英國 〜大英帝國的繁榮傳奇和王室的驕傲～         |
| 第6期  | 2013年4月20日 ↓ 2014年1月5日  | 砂的世界旅行・東南亞篇 〜王朝的榮華和神秘國家的復興～         |
| 第7期  | 2014年4月19日 ↓ 2015年1月4日  | 砂的世界旅行・俄羅斯篇 〜大國的歴史和拜訪藝術之都～           |
| 第8期  | 2015年4月18日 ↓ 2016年1月3日  | 砂的世界旅行・德國篇 〜中世紀風情和拜訪童話之國～             |
| 第9期  | 2016年4月16日 ↓ 2017年1月3日  | 砂的世界旅行・南美篇 〜繁榮的記憶和拜訪奇蹟的新大陸～         |
| 第10期 | 2017年4月15日 ↓ 2018年1月3日  | 砂的世界旅行・美國篇 〜拜訪世界級的大自然及自由之國～         |
| 第11期 | 2018年4月14日 ↓ 2019年1月6日  | 砂的世界旅行・北歐篇 〜美麗的自然和幻想故事的世界～           |
| 第12期 | 2019年4月13日 ↓ 2020年1月5日  | 砂的世界旅行・南亞篇 〜拜訪多元文化的信仰和通往和平之路～     |
| 第13期 | 2020年7月11日 ↓ 2022年1月3日  | 砂的世界旅行・捷克與斯洛伐克篇 ～拜訪盛衰的歴史與神秘的餘暉～ |

## 外部連結
- （日語） 砂之美術館官方網頁 （页面存档备份，存于）
- （日語） 鳥取砂丘 砂之美術館的Facebook專頁
- （日語） 鳥取砂丘 砂之美術館的X（前Twitter）